# Nops gertschi
Nops gertschi är en spindelart som beskrevs av Arthur M. Chickering 1967. Nops gertschi ingår i släktet Nops och familjen Caponiidae. Inga underarter finns listade i Catalogue of Life.